# Ixchela placida
Espèce
Synonymes
- Coryssocnemis placidus Gertsch, 1971
- Coryssocnemis placida Gertsch, 1971

Ixchela placida est une espèce d'araignées aranéomorphes de la famille des Pholcidae.

## Distribution
Cette espèce est endémique du Mexique. Elle se rencontre dans les États de Veracruz et de Puebla.

## Description
Le mâle étudié par Valdez-Mondragón en 2013 mesure 7,30 mm et la femelle 8,70 mm.

## Publication originale
- Gertsch, 1971 : A report on some Mexican cave spiders. Association for Mexican Cave Studies Bulletin, vol. 4, p. 47-111.